# Perle - Mondi senza età
Perle è il terzo album live di Dodi Battaglia, registrato il 25 gennaio 2019 all'Auditorium Parco della Musica di Roma.

## Descrizione
Contiene brani originariamente incisi con i Pooh, in genere poco rappresentati nelle scalette del gruppo. Include, inoltre, il brano inedito Un’anima realizzato in studio su un testo lasciato dall'amico Giorgio Faletti. Si segnala inoltra una nuova versione del brano Cercami

## Tracce
CD 1
1. Io in una storia (Battaglia-Negrini) da "Alessandra" (1972)
2. A un minuto dall'amore  (Facchinetti-Negrini) da "Opera prima" (1971)
3. Aria di mezzanotte (Facchinetti-Canzian-D'Orazio) da "...Stop" (1980)
4. Classe '58 (Facchinetti-Negrini) da "Boomerang" (1978)
5. Vienna (Battaglia-Negrini) da "...Stop" (1980)
6. Cara bellissima (Facchinetti-Negrini) da "Forse ancora poesia" (1975)
7. Mai dire mai (Battaglia-Negrini) da "Il colore dei pensieri" (1987)
8. Orient Express (Facchinetti-Battaglia-Negrini) da "Un po' del nostro tempo migliore" (1975)
9. Una donna normale (Battaglia-Negrini) da "Viva" (1979)
10. Santa Lucia (Battaglia-Negrini) da "Il colore dei pensieri" (1987)
11. Io sto con te (Battaglia-D'Orazio) da "Il colore dei pensieri" (1987)
12. In altre parole (Facchinetti-Negrini) da "Asia non Asia" (1985)
13. Oceano (Facchinetti-Negrini) da "Un po' del nostro tempo migliore" (1975)
14. Come si fa (Facchinetti-Negrini) da "Parsifal" (1973)
15. È bello riaverti (Facchinetti-Negrini) da "Ninna nanna/È bello riaverti" (1975)
16. La nostra età difficile (Facchinetti-Negrini) da "Alessandra" (1972)
17. Sei tua, sei mia (Battaglia-Negrini) da "Io sono vivo/Sei tua, sei mia" (1979)
18. Cercami (Facchinetti-Negrini) da "Boomerang" (1978)
19. Uno straniero venuto dal tempo (Facchinetti-Battaglia-Negrini) da "Poohlover" (1976)

CD 2
1. Dietro la collina (Battaglia-Negrini) da "Musicadentro" (1994)
2. Stella (Battaglia-Negrini) da "Ascolta" (2004)
3. Senza musica e senza parole (Battaglia-D'Orazio) da "Musicadentro" (1994)
4. Padre a vent'anni (Battaglia-Negrini) da "Cento di queste vite" (2000)
5. E vorrei (Facchinetti-Negrini) da "Per te qualcosa ancora/E vorrei" (1974)
6. Inutili memorie (Facchinetti-Negrini) da "Se sai, se puoi, se vuoi/Inutili memorie" (1974)
7. Col tempo, con l'età e nel vento (Facchinetti-Negrini) da "Alessandra" (1972)
8. Fantasia (Facchinetti-Negrini) da "Un po' del nostro tempo migliore" (1975)
9. Air India (Facchinetti-Battaglia-Negrini) da "Boomerang" (1978)
10. Fantastic Fly (Facchinetti) da "Fantastic Fly/Odissey" (1978)
11. Isabel (Battaglia-Negrini) da "Dove comincia il sole" (2010)
12. Padre del fuoco, padre del tuono, padre del nulla (Facchinetti-Negrini) da "Poohlover" (1976)
13. Scusami (Battaglia-Negrini) da "Ascolta" (2004)
14. Quando lui ti chiederà di me (Battaglia-D'Orazio) da "Un posto felice" (1999)
15. Fotografie (Battaglia-Negrini) da "Buona fortuna" (1981)
16. Linda (Facchinetti-Negrini) da "Poohlover" (1976)
17. Vita (Battaglia-D'Orazio) da "Pinocchio" (2002)
18. Buonanotte ai suonatori (Facchinetti-Battaglia-Canzian-D'Orazio) da "Buonanotte ai suonatori" (1995)
19. Vita (versione orchestrale) (Battaglia) da "Pinocchio" (2002)
20. Un'anima (Battaglia-Faletti) da "Un'anima/Cercami" (2019)

## Formazione
- Dodi Battaglia - voce, chitarra solista
- Costanzo Del Pinto - voce, cori
- Raffaele Ciavarella - voce, cori
- Marco Marchionni - chitarra
- Rocco Camerlengo - tastiere, cori
- Beppe Genise - basso
- Carlo Porfilio - batteria

## Classifiche

### Classifiche settimanali
| Classifica (2019) | Posizione massima |
| ----------------- | ----------------- |
| Italia            | 21                |